# Ronceverte
Ronceverte és una població dels Estats Units a l'estat de Virgínia de l'Oest. Segons el cens del 2000 tenia 1.557 habitants.

## Demografia
Segons el cens del 2000, Ronceverte tenia 1.557 habitants, 686 habitatges, i 447 famílies. La densitat de població era de 423,4 habitants per km².
Dels 686 habitatges en un 28% hi vivien nens de menys de 18 anys, en un 47,4% hi vivien parelles casades, en un 14,9% dones solteres, i en un 34,8% no eren unitats familiars. En el 31,5% dels habitatges hi vivien persones soles el 13,1% de les quals corresponia a persones de 65 anys o més que vivien soles. El nombre mitjà de persones vivint en cada habitatge era de 2,23 i el nombre mitjà de persones que vivien en cada família era de 2,77.
Per edats la població es repartia de la següent manera: un 23,8% tenia menys de 18 anys, un 7,5% entre 18 i 24, un 26,5% entre 25 i 44, un 25,4% de 45 a 60 i un 16,8% 65 anys o més.
L'edat mediana era de 40 anys. Per cada 100 dones de 18 o més anys hi havia 82,6 homes.
La renda mediana per habitatge era de 24.400 $ i la renda mediana per família de 27.500 $. Els homes tenien una renda mediana de 31.307 $ mentre que les dones 20.313 $. La renda per capita de la població era de 14.731 $. Entorn del 15,7% de les famílies i el 20,9% de la població estaven per davall del llindar de pobresa.

## Poblacions més properes
El següent diagrama mostra les poblacions més properes.